# Heliophanus transvaalicus
Heliophanus transvaalicus là một loài nhện trong họ Salticidae.
Loài này thuộc chi Heliophanus. Heliophanus transvaalicus được Eugène Simon miêu tả năm 1901.